# Rencontres du neuvième art d'Aix-en-Provence
 (octobre 2018).
Les Rencontres du neuvième art  sont un festival de la bande dessinée et des arts associés se déroulant à Aix-en-Provence tous les ans au printemps. Il est organisé par l'Office de tourisme d'Aix-en-Provence. Serge Darpeix en est le directeur artistique depuis 2004. En 2019, Les Rencontres du 9e Art s'éloignent du traditionnel salon de BD pour devenir un calendrier de rendez-vous qui s'étend sur deux mois. 

## Dates des différentes éditions

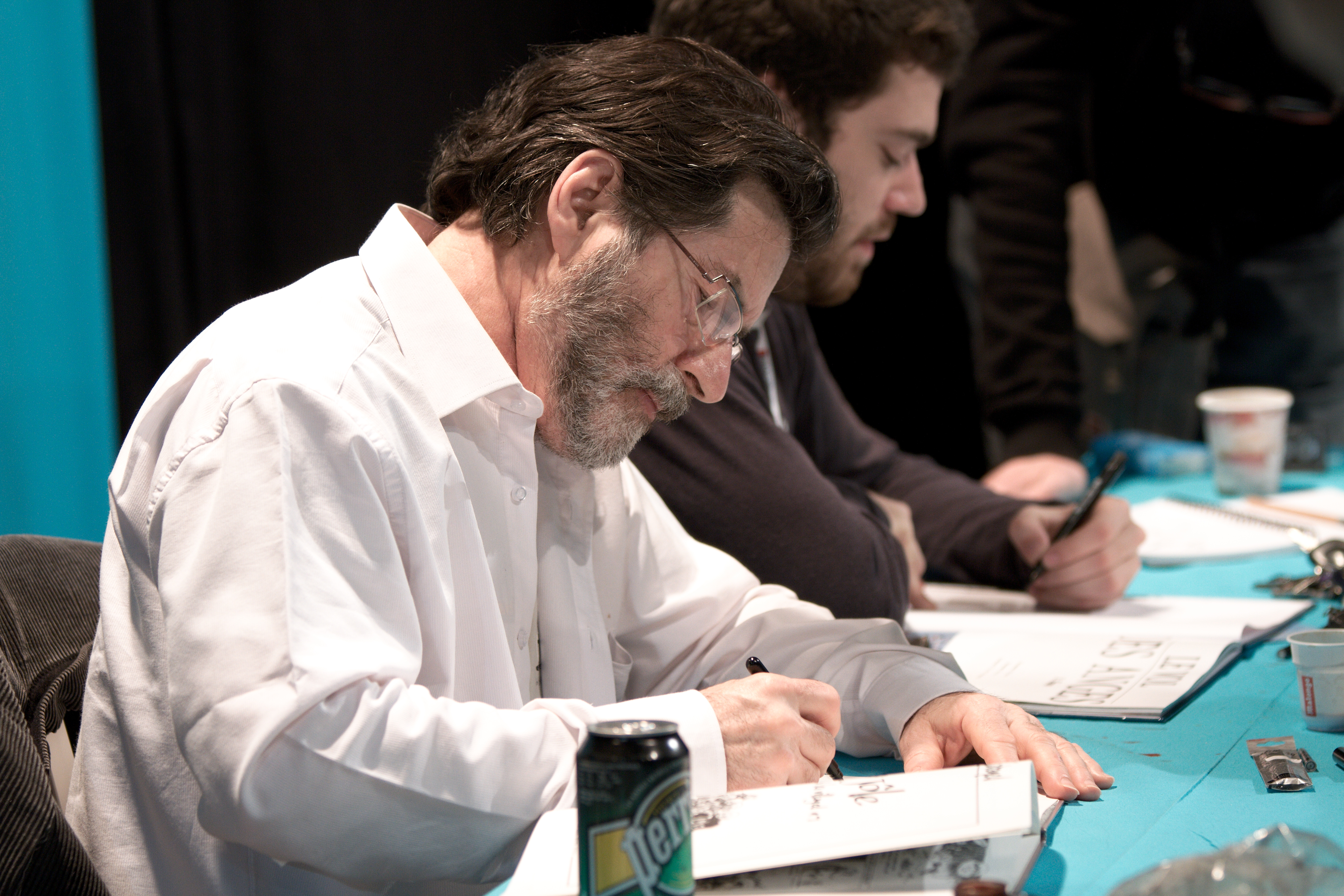
Max Cabanes FESTIVAL 2010 des Rencontres du neuvième art d'Aix-en-Provence.

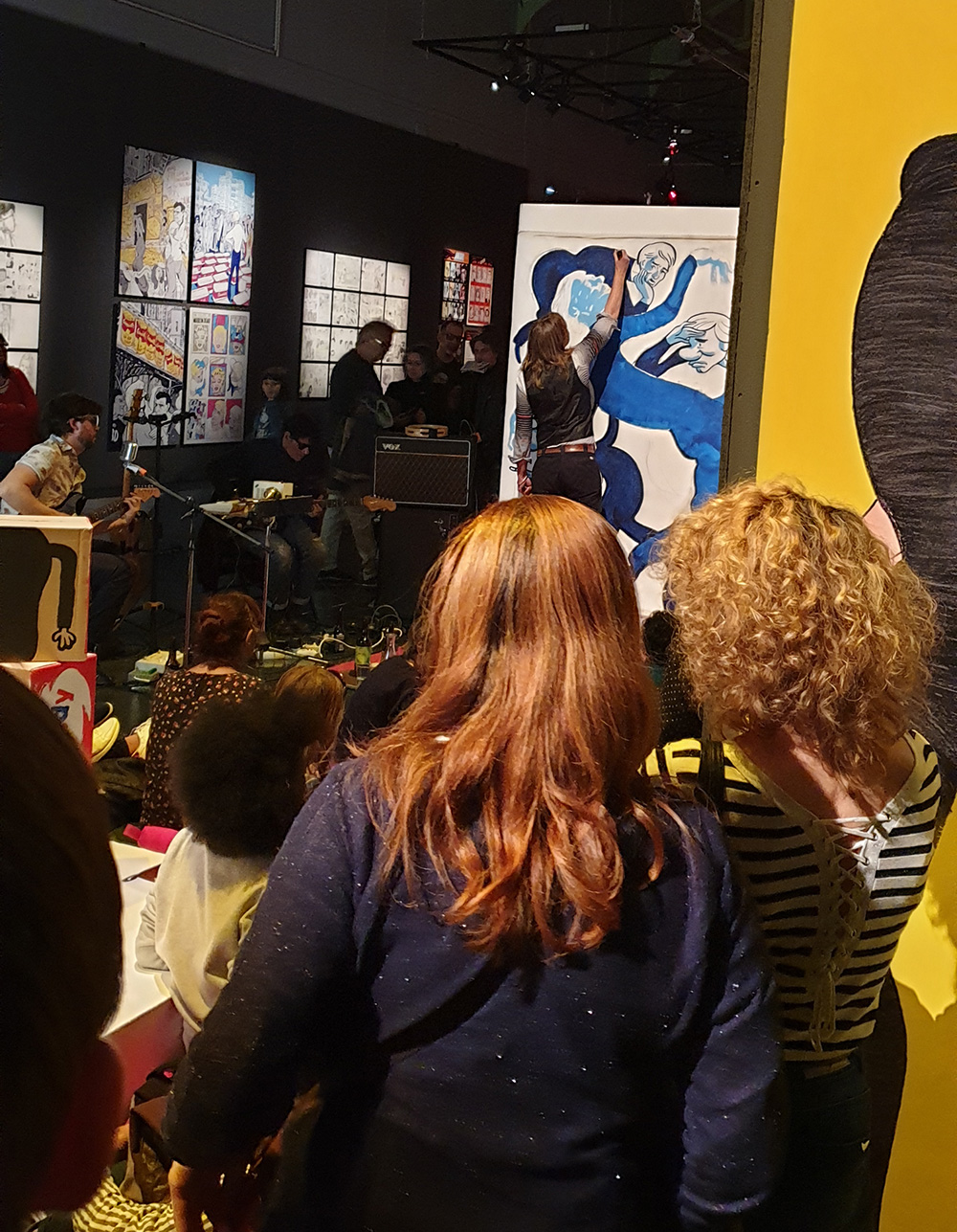
Performance en direct des artistes Typex et Sam Peeters à l'occasion du Festival BD Aix 2019 Soirée WARHOL SHOW

- 26 mars-18 avril 2004 : affiche de François Boucq.
- 19 mars-10 avril 2005 : affiche de Dupuy-Berberian.
- 20 mars-17 avril 2006 : affiche de Maëster.
- 19 mars-29 avril 2007 : affiche de Yoann.
- 19 mars-26 avril 2008 : affiche de Stéphane Blanquet.
- 24 mars-25 avril 2009 : affiche de Stéphane Blanquet, dans les locaux de la Cité du livre.
- 22 mars-25 avril 2010 : affiche de Jorge Alderete.
- 22 mars - 23 avril 2011 : affiche de Zeina Abirached.
- mars - mai 2012 : affiche de Rocco.
- mars - mai 2013 : affiche de Laurent Lolmède.
- mars - mai 2014 : affiche de Nicolas Barrome.
- 23 mars - 23 mai 2015 : affiche de Sergio Mora.
- avril - mai 2016 : affiche de Henning Wagenbreth.
- 1er avril - 28 mai 2017 : affiche de Simon Roussin
- 7 avril - 26 mai 2018 : affiche de Jakob Hinrichs (auteur)
- 6 avril - 25 mai 2019 : affiche de Stéphane De Groef